# 다노스지촌
다노스지촌(田之筋村)은 에히메현 히가시우와군에 설치된 촌이다. 